# Kęty
Kęty è un comune urbano-rurale polacco del distretto di Oświęcim, nel voivodato della Piccola Polonia.
Ricopre una superficie di 75,79 km² e nel 2006 contava 33 820 abitanti.